# 十三密殺令
《十三密殺令》，香港電視廣播有限公司製作的古裝武俠電視劇，共20集。

## 故事簡介
黎明前他要滅絕忠良，惜曙光初露他始能完成任務，黑暗與光明正面交鋒，生肖煞星又如何自處？明朝嚴世藩（羅樂林飾）為排除異己楊繼盛，遂派出豢養的殺手－「十三死肖」往楊家斬草除根。楊家乃武林世家，十三死肖接連失手，藩最後唯有派出最厲害的第十三死肖「人」（錢小豪飾）執行任務。
適盛之子云清（張兆輝飾）有事要赴武當，楊家無人能敵「人」之武功，慘遭滅門。當「人」手刃身懷六甲的楊家媳婦時，天剛正亮，就在此刻「人」發生極大變化！原來「人」只能於夜間殺人，天亮便復現人性。「人」在日出那瞬間殺人，良心發現痛不欲生，決背叛藩流浪江湖。藩恐「人」成後患，下令餘下死肖追殺之。「人」幸得清仗義相助，得以殲滅所有死肖，清更不記舊仇助「人」解除毒咒回復常態。「人」為報答清，決以死贖前罪……

## 演員表
- 錢小豪 飾 甄兆人
- 蔡少芬 飾 謝銀嬌/莫芝蓮
- 楊　羚 飾 小　桃
- 張兆輝 飾 楊雲清
- 王　偉 飾 海　瑞
- 羅樂林 飾 嚴世蕃
- 黃　新 飾 嚴　嵩
- 駱應鈞 飾 傅振武（劍魔）
- 魏秋樺 飾 況師青（刀神）
- 詹秉熙 飾 明世宗
- 江　漢 飾 楊繼盛
- 梁舜燕 飾 楊夫人
- 何　添 飾 楊　福
- 孫季卿 飾 海　寶
- 方　傑 飾 嚴　年
- 張　翼 飾 藍道行
- 蔡國慶 飾 莫　大
- 鄭　雷 飾 和田武夫
- 馬菁宜 飾 雲中雁
- 韋家雄 飾 黃　牛
- 楊子韜 飾 鼠殺手（遁地鼠）
- 鄭家生 飾 牛殺手（鐵水牛）
- 駿　雄 飾 虎殺手（赤面虎）
- 胡櫻汶 飾 兔殺手（食肉兔）
- 陳榮峻 飾 龍殺手（旱天龍）
- 康　華 飾 蛇殺手（七步蛇）
- 李桂英 飾 馬殺手（追魂馬）
- 王偉樑 飾 羊殺手（領頭羊）
- 郭政鴻 飾 猴殺手（百變猴）
- 談佩珊 飾 雞殺手（夢幻雞）
- 陳狄克 飾 狗殺手（顛地狗）
- 黃天鐸 飾 豬殺手（無常豬）
- 古明華 飾 陸　炳
- 歐陽達 飾 夏　言
- 梁　雄 飾 曾　銳
- 鄧榮燊 飾 丁汝夔
- 鄧泰和 飾 丁　煉
- 譚一清 飾 徐　階
- 黃煒林 飾 徐　忠
- 王維德 飾 馬柳青
- 鄭柏麟 飾 趙文華
- 李耀敬 飾 辛五郎
- 石　云 飾 李　權
- 虞天偉 飾 趙　三
- 凌　漢 飾 大　臣
- 黃成想 飾 大　臣
- 龍志成 飾 大　臣
- 湯俊明 飾 侍　衛
- 梁照豪 飾 侍　衛
- 溫文英 飾 侍　衛
- 區　嶽 飾 太　監
- 陳勉良 飾 太　監
- 薛純基 飾 太　監
- 游　飈 飾 太　監
- 謝文軒 飾 人童年
- 楊健忠 飾 甄　母
- 黃美棋 飾 小桃（童年）
- 梁秀玲 飾 小桃母親
- 張俊華 飾 捕　快
- 羅立勤 飾 衙　差
- 鄭瑞曉 飾 學　生
- 盧卓南 飾 學　生
- 麥嘉倫 飾 六福小二
- 王大偉 飾 六福小二
- 卓　凡 飾 六福客人
- 張漢斌 飾 六福客人
- 曹　濟 飾 師　兄
- 羅　維 飾 師　弟
- 關　文 飾 路人甲
- 李健成 飾 路人乙
- 陳振業 飾 路人丙
- 麥少華 飾 大隻佬
- 羅樹淇 飾 廟　祝
- 陳建得 飾 保　鏢
- 溫雙燕 飾 老闆娘
- 何壁堅 飾 漁　夫
- 呂劍光 飾 寫信佬
- 博　君 飾 賣藝人
- 飾 途　人
- 蘇恩磁 飾 途　人
- 李志偉 飾 途　人
- 羅立勤 飾 途　人
- 孫恩明 飾 途　人
- 劉永晉 飾 途　人
- 李慧萍 飾 途　人
- 王俊琴 飾 途　人
- 可　心 飾 途　人
- 戴耀明 飾 荷　官
- 黃仲匡 飾 巡　場
- 何美好 飾 侍　女
- 伍文生 飾 小　二
- 陳嘉琳 飾 按摩師
- 黎富全 飾 士　兵
- 蓋世寶 飾 丫　鬟
- 李慧萍 飾 丫　鬟
- 鄧進龍 飾 家　僕
- 吳亞圓 飾 家　僕
- 陳志森 飾 都　尉
- 伍慧珊 飾 妃　嬪
- 李明清 飾 妃　嬪
- 張松枝 飾 獄　官
- 曾健明 飾 堂　主
- 黃建峰 飾 堂　主
- 鄧煜榮 飾 縣　官

## 鏈接
- TVB官網－十三密殺令（页面存档备份，存于）